# 女主人と召使
『女主人と召使』（おんなしゅじんとめしつかい、露: Хозяйка и служанка、英: Lady and Her Cook）は、オランダ黄金時代の画家ピーテル・デ・ホーホが1660年頃にキャンバス上に油彩で制作した絵画である。以前は、画家のデルフト時代の作品と考えられていたが、研究者たちは1660年4月、画家がアムステルダム移住後に制作したものと見なすようになった。作品は1810年にパリで購入されて以来、サンクトペテルブルクにあるエルミタージュ美術館に所蔵されている。

## 作品

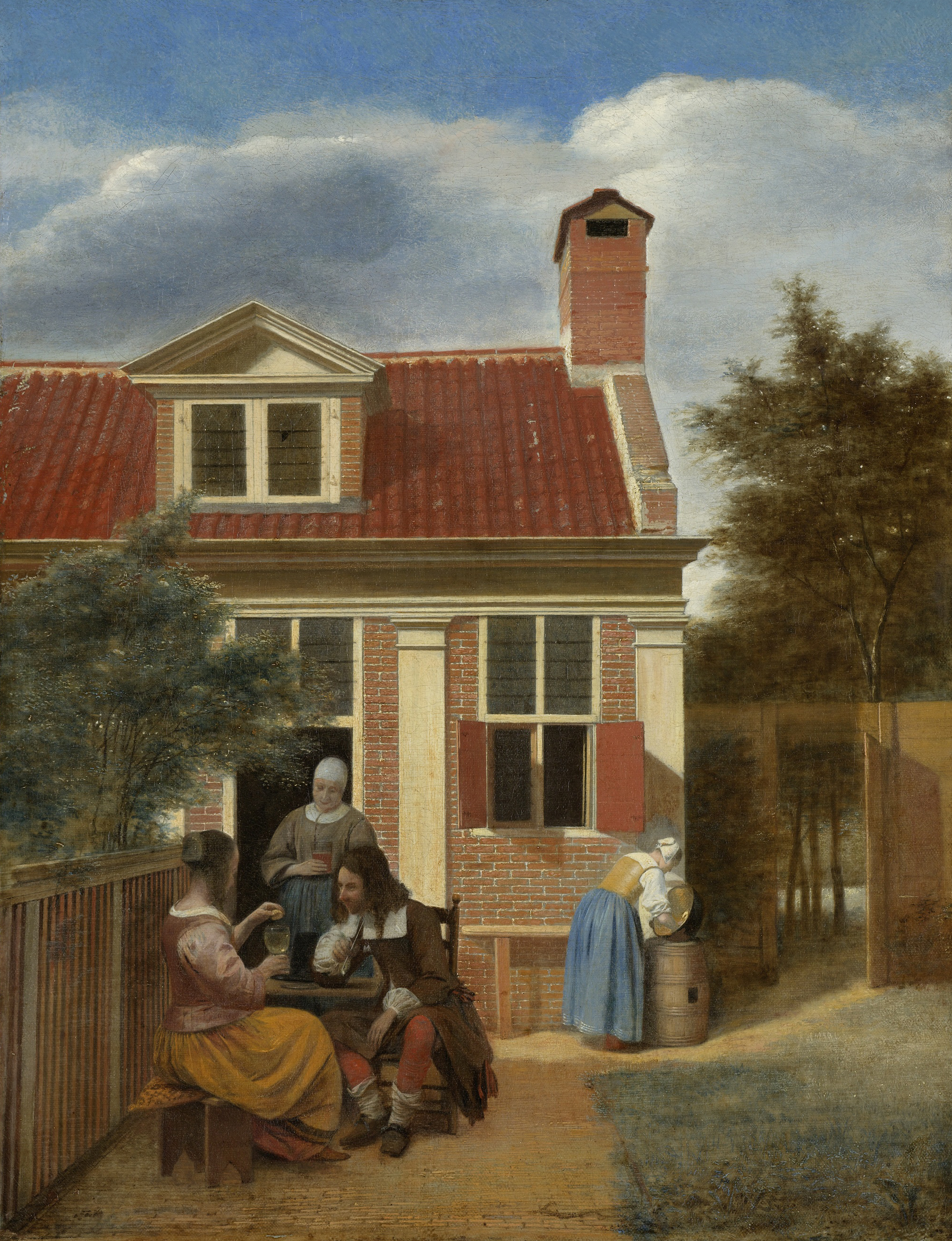
ピーテル・デ・ホーホ『家の裏庭にいる三人の女と一人の男』、1633-1635年、アムステルダム国立美術館

本作には、邸宅の裏の小さな中庭で、召使の少女が市場で買ってきた魚を女主人に見せている場面が描かれている。このような思慮深く落ち着いた雰囲気のある上流ないし中流市民の家庭の情景は、デ・ホーホが得意とする主題であった。
この作品に描かれた舗装された中庭と木製の柵を持つレンガ造りの建築物は、ほぼ同時期に描かれたと思われる『家の裏庭にいる三人の女と一人の男』(アムステルダム国立美術館) にも出てくる。本作の女主人の顔の特徴が非常に個性的であるので、この人物像は肖像画であると繰り返し指摘されてきたが、モデルはまだ特定されていない。彼女は膝の上に縫物のクッションを置いて、足元の籠にはリネンが入っている。これは、女性の美徳である家事の技量、勤勉さと正直さを示すものである。
白い頭巾の下に見える女主人の髪の毛は、宝石を飾ったピンで留められている。一方、召使の少女は、こめかみのところに楕円形の黒い絹の髪留めをつけている。この髪留めは装飾的なものではなく、医療的な目的によるものらしい、という専門家もいる。

## 過去の記述
本作は、1908年に研究者ホフステーデ・デ・フロートにより以下のように記述された。
41番。女主人と召使。ジョン・スミス (美術史家)、補遺、3番。デ・フロート75番。 青と白のタイルで舗装された、右側の家の小さな中庭の中央に、半分右の方を向いた高齢の女性が座っている。彼女は、黒い上着、赤いスカート、白いエプロンを身に着けている。膝の上には緑色のクッションを載せ、手には手紙を持っている。裁縫道具の入った籠が彼女の傍らにある。
白い胴着とペチコートの上にたくし上げた紫色のスカートを履いた召使の少女が右側の家のドアから出てきたところで、女主人に真鍮のバケツの中の魚を見せている。左側の中庭を庭から隔てる柵の開いたドアから、レンガの小道が運河上にある壁の開口部のドアまで続いている。運河の反対側には家の入口があり、若いカップルが歩いている。運河の側のさらに右側には、破風のある家が運河の土手と庭の茂みの間に見え、庭の壁の上に聳えている。絵画は、1658-1560年に制作された。素晴らしい作品で、色調は暖かい。ロスチャイルド家所有の『オランダの中庭』 (295番。現在、ワシントン・ナショナル・ギャラリー蔵) とワンテッジ婦人所有の『中庭で喫煙する男と飲酒する女』(297番。現在、マウリッツハイス美術館蔵) の間の制作時期である。ストラッフォード卿の絵画『あずまやのある中庭』(299番。現在、個人蔵) とロンドン・ナショナル・ギャラリー蔵の作品 (291番) をも想起させる。
キャンバス、縦21インチ、横16と1/2インチ。 ヴァーゲンにより言及されている (p. 190)。 
売却歴。1808年、パリ、モンテ・デ・ピエタ  (約1100フラン、ラ・フォンテーヌ＝La Fontaine)。
すぐ後にアレクサンドル1世 (ロシア皇帝) に売却され、1810年にエルミタージュ美術館に入った。

1901年の目録では860番とされ、現在、エルミタージュ美術館に所蔵されている。